# Sistema para el Desarrollo Integral de la Familia del Municipio de Tijuana
El Sistema para el Desarrollo Integral de la Familia del Municipio de Tijuana (SDIF), comúnmente llamado DIF Tijuana o SDIF Tijuana es un organismo descentralizado del Ayuntamiento de Tijuana, perteneciente a la Secretaría del Bienestar Municipal de Tijuana, con funciones de dirigir la asistencia social a nivel municipal en Tijuana y de coordinar esfuerzos con el DIF estatal de Baja California, así como el DIF Nacional.
Entre sus actividades está el contribuir al mejoramiento de la calidad de vida de los habitantes de Tijuana, enfocándonos en la población en situación de vulnerabilidad, favoreciendo el desarrollo integral de las personas, familias y comunidad, ofreciendo acciones preventivas y de intervención en asistencia social.
Durante el sexenio del presidente Miguel de la Madrid se pidió la creación de DIF estatales, siendo creado el DIF de Baja California, el 28 de febrero de 1984. El 11 de junio de 2004, se crea el DIF Tijuana.

## Funciones
Según el Acuerdo del Sistema para el Desarrollo Integral del Municipio de Tijuana, las funciones del organismo descentralizado son las siguientes: 
I. Promover el bienestar social, prestar servicios de asistencia social y el acceso a
los mismos, procurando coordinar sus acciones con el Sistema Estatal para el
Desarrollo Integral de la Familia de Baja California, conforme a las normas que dicte
la Secretaría de Salud del Estado, el Sistema Nacional para el Desarrollo Integral de
la Familia y el Sistema Estatal para el Desarrollo Integral de la Familia de Baja
California.
II. Apoyar al gobierno municipal en los programas y estrategias para el desarrollo integral
de la familia, la comunidad y los grupos vulnerables;
III. Fomentar la educación para el logro de la integración familiar y social, así como
fortalecer los valores morales;
IV. Promover e impulsar el sano crecimiento físico, mental y social de la niñez;
V. Auxiliar a las instituciones de asistencia privada que le confíe la dependencia
competente, con sujeción a lo que disponga la reglamentación correspondiente;
VI. Operar establecimientos de asistencia social privada en beneficio de menores en
estado de abandono, personas adultas mayores con 60 años o más de edad,
desamparadas y de personas discapacitadas sin recursos, preferentemente;
VII. Realizar estudios e investigaciones sobre los problemas de la familia, menores,
personas adultas mayores con 60 años o más de edad y personas con discapacidad,
preferentemente;
VIII. Prestar servicios de asistencia jurídica, psicológica y de orientación social a la familia,
menores, personas adultas mayores con 60 años o más de edad y personas con
discapacidad, preferentemente;
IX. Apoyar en el aspecto de la tutela de menores y que corresponda desempeñar a
los integrantes del Ayuntamiento, en los términos del Código Civil para el Estado de
Baja California;
X. Auxiliar al Ministerio Público en la protección de incapaces y en los procedimientos
civiles y familiares que les afecten, de acuerdo con la ley;
XI. Auxiliar a la Procuraduría para la Defensa de los Menores y la Familia en el Estado,
en la protección de menores en ros procedimientos administrativos, civiles y
familiares que les afecten, de acuerdo con la ley;
XII. Dar intervención a la Procuraduría para la Defensa de los Menores y la Familia
en el Estado, cuando tenga conocimiento de que un o una menor haya sido o sea
sujeto de maltrato físico, psicoemocional o sexual;
XIII. Fomentar la creación de brigadas para la detección y prevención de problemas
que atenten contra el desarrollo integral de la familia;
XIV. Recomendar y promover el establecimiento de organismos de asistencia social
en las Delegaciones Municipales, a las cuales prestará asistencia técnica e informativa;
XV. Emitir opinión sobre el otorgamiento de subsidios a instituciones públicas o
privadas que actúen en el ámbito de la asistencia social;
XVI. Realizar acciones de apoyo educativo para la integración social y de
capacitación, que el Organismo brindará a través de la asistencia social;
XVII. Solicitar, fomentar y promover apoyos a las asociaciones y sociedades civiles,
así como a todo tipo de entidades privadas, cuyo objeto sea la prestación de
servicios de asistencia social, sin perjuicio de las atribuciones que al efecto
correspondan a otras dependencias;
XVIII. Realizar estudios e investigaciones sobre asistencia social con la participación
en su caso, de las autoridades asistenciales del Gobierno Federal o del Estado;
XIX. Proponer a las autoridades de los tres niveles de gobierno programas de
asistencia social que contribuyan al mantenimiento y mejoramiento de la salud
integral de la familia;
XX. Participar en el ámbito de competencia del Organismo, en la coordinación de
acciones que realicen las autoridades de los tres niveles de gobierno en beneficio de
la población afectada por desastres naturales;
XXI. Las semejantes a las anteriores que tiendan al fomento del desarrollo integral
de la familia y del individuo, y
XXII. Las demás que le encomiende la Secretaría de Bienestar Municipal, la
Presidencia Municipal, el Ayuntamiento, el Órgano de Gobierno, así como las que

establezcan las disposiciones aplicables en la materia.

## Estructura
El DIF Tijuana se compone de una Junta de Gobierno; una Dirección, una Vigilancia. Comisaría; una Comisaría Honorífica; y de un Patronato.

### Junta de gobierno
La Junta de Gobierno del DIF Municipal se constituye a través de la Presidencia Municipal, las regidurías que presidan las comisiones de Bienestar Social; Educación, Cultura, Bibliotecas, Ciencia y Tecnología; de Gobernación, Legislación y Mejora Regulatoria; y la de Participación Ciudadana; además de cuatro representantes de organismos sociales de la ciudad cuyo objeto sea la promoción de la salud, la asistencia social y humana, la educación o el desarrollo integral de la niñez y las cuatro personas suplentes.

### Dirección
El DIF Tijuana pertenece a la Secretaría de Bienestar Municipal de Tijuana. El Organismo contará con una Dirección a cargo de un Director o Directora, nombrado por la Junta de Gobierno de un tema propuesto por el Ejecutivo Municipal, quien podrá removerlo si existe causa justificada. La Dirección tiene dentro de sus facultades presentar para la aprobación de la Junta de Gobierno en conjunto con las subdirecciones operativa, administrativa, de vinculación y coordinación jurídica, los planes, programas de trabajo, presupuestos, informes de actividades y estados financieros trimestrales y anuales del Organismo, acompañados de los comentarios, reportes e informes que al efecto formule el/la Comisario/a de la Sindicatura Procuradora.

### Comisaría
Corresponde a la Sindicatura Procuradora la vigilancia, control interno, evaluación de la operación y funcionamiento administrativo y financiero del Organismo, ejerciendo sus atribuciones por medio de auditorías e inspecciones técnicas para informarse de su operación administrativa y financiera.

### Patronato
El Sistema para el Desarrollo Integral de la Familia, contara con un Patronato cuya función principal es auxiliar o apoyar en la realización de actividades tendientes a la obtención de recursos financieros o bienes, los cuales se entregaran a la paramunicipal para el fortalecimiento de su patrimonio y el cumplimiento de los objetivos de esta. 
Su denominación será Patronato del Sistema para el Desarrollo Integral de la Familia; pudiendo utilizarse los nombres abreviados de Patronato DIF Tijuana o Patronato DIF Municipal. El domicilio de este se ubica en Tijuana, Baja California.

## Programas
Entre los programas sociales que brinda el DIF Tijuana se encuentran:
- Atención a Personas con Discapacidad
- Atención a Adultos Mayores
- Apoyo Nutricional y Alimentario
- Atención a la Niñez
- Atención a la Comunidad
- Atención Integral para Víctimas de Violencia

## Titulares
Desde su creación, eran las cónyuges de los alcaldes quienes fungían, honoríficamente la titularidad del patronato del DIF municipal. Desde el XXIII Ayuntamiento esto cambió con la designación de una persona ajena al titular de la Presidencia municipal.
| Presidencia Patronato DIF                                               | Dirección                                                                                           | Período            | Alcalde en turno                          | Partido |
| ----------------------------------------------------------------------- | --------------------------------------------------------------------------------------------------- | ------------------ | ----------------------------------------- | ------- |
| - Alma Delia Caballero Ramirez - Karla Ivonne Vázquez Salas (2021-2022) | - Paloma Isabel Góngora - Bianka Najar Soto                                                         | XXIV Ayuntamiento  | Montserrat Caballero Ramírez              |         |
| Gabriela Lucía Farías Valdez                                            | - María Magdalena Bautista Ramírez - María Tablada Gutiérrez                                        | XXIII Ayuntamiento | Arturo González Cruz Karla Ruiz McFarland |         |
| Ma. Dolores Rivera de Gastélum                                          | - Guillermina Delia Ávila Suárez                                                                    | XXII Ayuntamiento  | Juan Manuel Gastélum                      |         |
| Elia Manjarrez de Astiazarán                                            | - Laura Ayala Sáenz - Rosa Altagracia Lopez Guerrero                                                | XXI Ayuntamiento   | Jorge Astiazarán Orcí                     |         |
| Carolina Bustamante Aubanel                                             | - José Luis Hernández Silerio - Griselda Arellano Dueñas - María de Lourdes Díaz Infante Altamirano | XX Ayuntamiento    | Carlos Bustamante Anchondo                |         |
| Alicia Llanos de Ramos                                                  | | XIX Ayuntamiento   | Jorge Ramos Hernández                     |         |
| María Elvia Amaya Araujo                                                | | XVIII Ayuntamiento | Jorge Hank Rhon                           |         |

## Logotipos anteriores

Logotipo del DIF del 2010 a 2016
Logotipo del DIF del 2016 a 2019
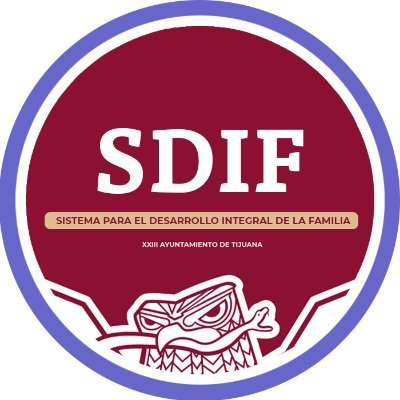
Logotipo del DIF del 2019 a 2021